# Monastyryska
Monastyryska (ukrainska: Монастириська uttal (fil)), är en stad i Ternopil oblast i västra Ukraina. Monastyryska nämns för första gången i ett dokument från år 1437 och erhöll år 1454 stadsprivilegier i och med Magdeburgrätten.